# Matsumoto-jo
O Matsumoto-jo (em japonês: |松本城), também conhecido em português como Castelo de Matsumoto, é um dos "Três Famosos Castelos" do Japão, juntamente com o Himeji-jo e com o Kumamoto-jo. Fica localizado na cidade de Matsumoto, na província de Nagano, com fácil acesso a partir de Tóquio, o que o torna popular entre os turistas japoneses e de outros países.
Este castelo também é chamado de Castelo Corvo devido às suas paredes pretas e à propagação das suas alas. É um exemplo dos castelos de planície, não sendo construído no topo de um monte nem entre rios.
As origens deste castelo recuam ao Período Sengoku (Estados Guerreantes). Nessa época, o clã Ogasawara construiu um forte neste local, o qual era originalmente chamado de Castelo de Fukashi. Mais tarde, viria a ficar sob o governo do clã Takeda e depois controlado por Tokugawa Ieyasu.

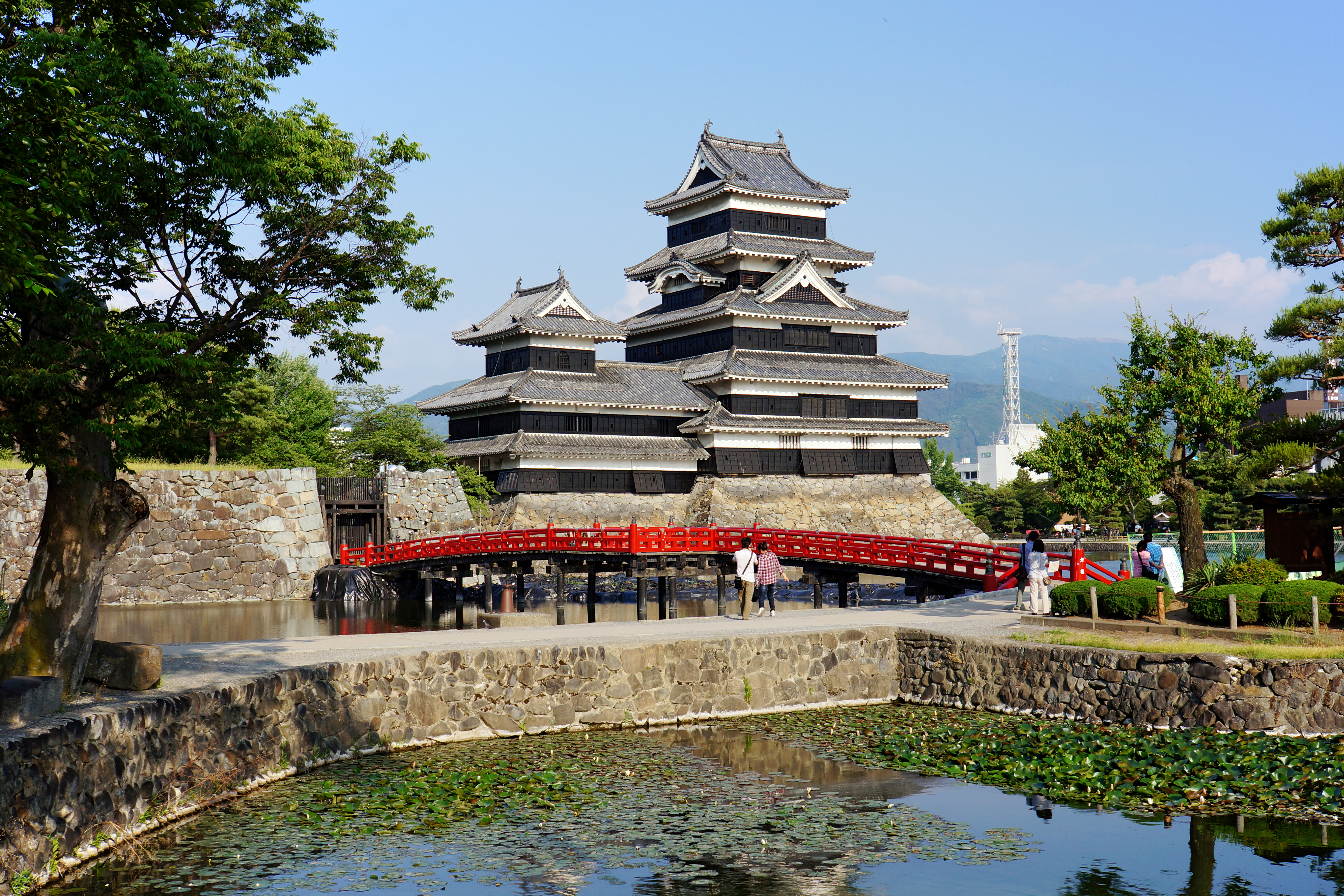
Castelo de Matsumoto

Quando Toyotomi Hideyoshi transferiu Ieyasu para a região de Kanto, colocou Ishikawa Norimasa no comando de Matsumoto. Norimasa e o seu filho Yasunaga construiram a torre e outras partes do castelo, incluindo: as três torres, o tenshu (torre de menagem), inui-kotenshu (pequena torre do Noroeste), watari-yagura (andaime unido), goten (residência), taikomon (portão cilíndro), kuromon (portão preto), yagura (andaime), hori (trincheira), honmaru (a ala principal), ninomaru (a segunda ala), sannomaru (a terceira ala), e os sub-pisos do castelo, em grande parte como se encontram actualmente. Também intervieram na esquematização da cidade do castelo e das suas infraestruturas. Acredita-se que grande parte do castelo ficou concluído entre 1593 e 1594.
Durante o Período Edo, o Xogunato Tokugawa estabeleceu o Han (antiga divisão feudal japonesa) de Matsumoto, do qual Matsudaira, Mizuno e outros, foram Daimiô.
Em 1872, depois da Restauração Meiji, a torre foi vendida em leilão e esteve em risco de ser desmantelada. De qualquer forma, com a cooperação de Ichikawa Ryozo e de outras pessoas de  Matsumoto, esta foi poupada. O "Kuromon-ninomon" (segundo portão do portão preto) e o "sodebei" (muro lateral) foram reconstruidos em 1990.  O "taikomon-masugata" (portão quadrado em forma de cilindro) foi reconstruido em 1999.
A torre do Castelo de Matsumoto está classificada como Tesouro Nacional do Japão.
No dia 30 de Junho de 2011, pelas 8h16m, hora local, o Castelo Matsumoto foi levemente atingido por um Terremoto que ocorreu na província de Negano (centro do Japão). Sua magnitude foi de 5,5 graus na escala de Richter.

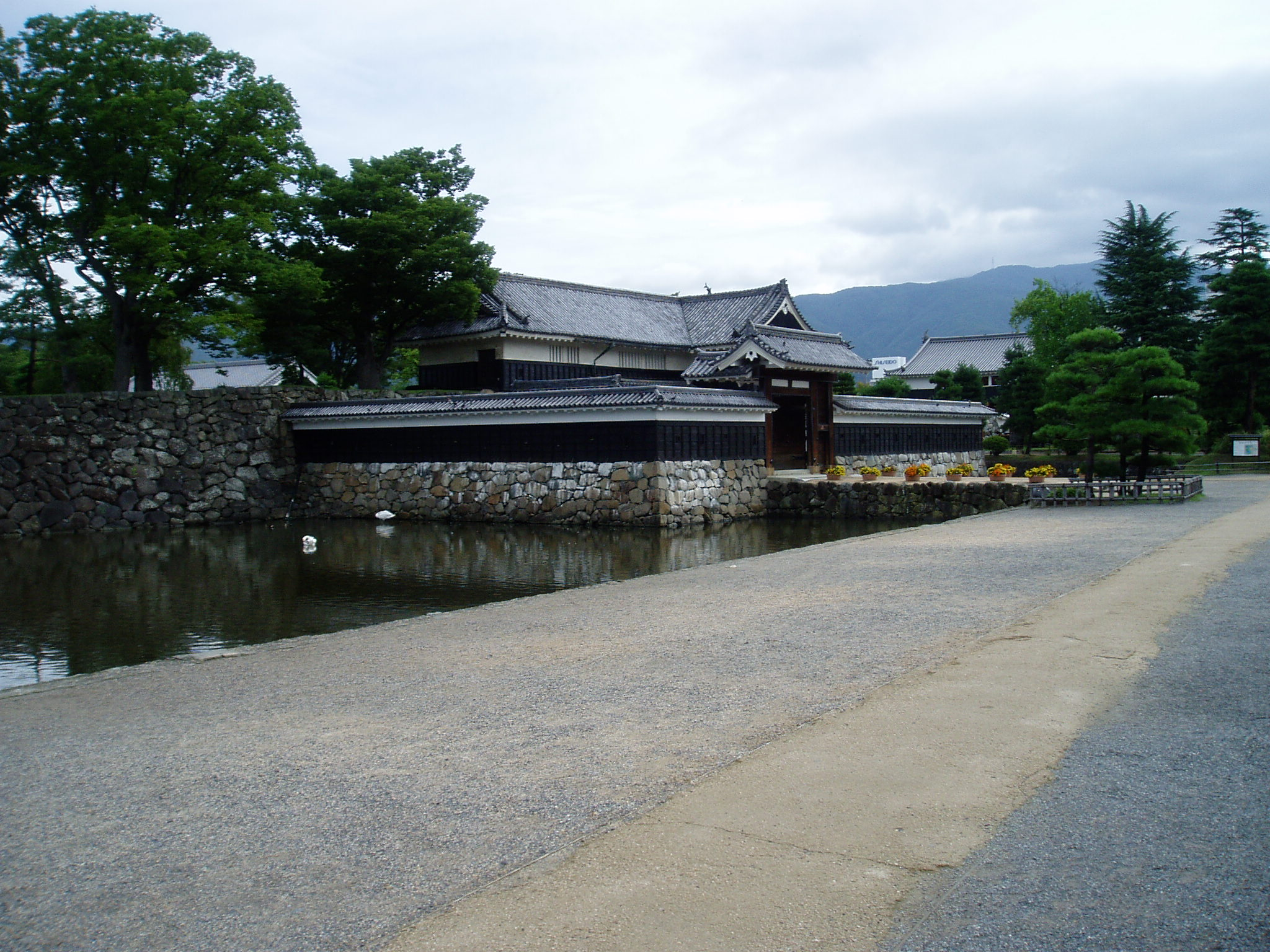
Kuro-mon (Portão Preto)

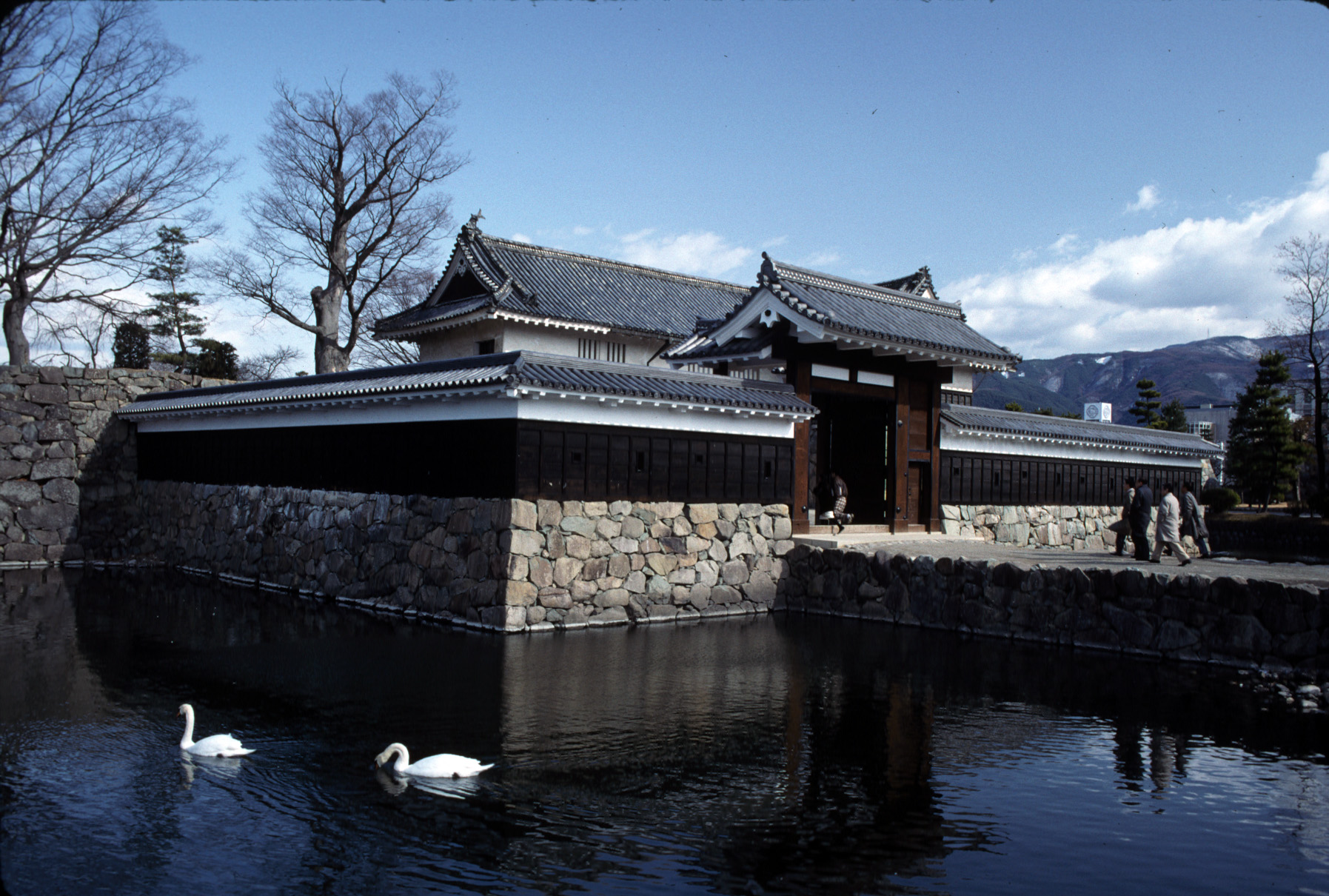
Taiko-mon (Portão do Cilindro)

## Partes do castelo
- Kuro-mon (portão preto) - Os portões principais que dão acesso à "honmaru" (ala principal) são o "kuro-mon" (portão preto) e o "masugata" (portão quadrado), ambos essenciais para a segurança do castelo. O primeiro portão "yagura-mon" (portão andaime) foi reconstruido em 1960. O segundo portão, masugata (portão quadrado) e a parede lateral foram reconstruidos em 1990.
- Taiko-mon (portão cilíndro) - O "taiko-mon-masugata" (portão quadrado em forma de cilindro) foi construído cerca de 1595, e fica no topo da parede de pedra do Norte. A "taiko-ro" (torre cilíndrica) foi usada para assinalar o tempo, como um relógio. Era igualmente usada para chamar as pessoas para assembleias e durante as emergências. Foi reconstruida em 1999.
- Goten (residência) - O "goten" (residência) foi construída depois da conclusão da "tenshu" (torre de menagem) e usada como palácio do Senhor e como centro administrativo. Foi arrasada pelo fogo em 1727 e nunca mais foi reconstruida.
- Tenshu (torre de menagem) - A torre de menagem, actualmente, tem seis andares, embora, vista do exterior, pareça ter apenas cinco. O interior do terceiro andar da torre não tem janelas e foi desenhado como um piso secreto para os inimigos do castelo. Foi usada para alojar soldados nos tempos de guerra. O segundo andar tem distintivas janelas com "tategoshi" (grades verticais). Foi igualmente usado como local de recolhimento de soldados. O segundo andar tem, ainda, uma colecção de arcabuzes. O sexto andar foi usado como torre de vigia, mas possui um relicário no tecto dedicado ao deus Nijuroku-ya-shin (deus de 26 noites).
- Yagura (andaime) - esta ala do edifício é uma sala desenhada especificamente para observar a Lua e é referida como a Sala da Lua ou Observatório da Lua. Três dos lados da sala (Norte, Este e Sul) estão abertas ao ar quando as "mairado" (portas corrediças) estão abertas. Esta área não pode ser vista a partir da torre.